# Sofia de Prússia
Sofia de Prússia, reina de Grècia (Potsdam 1870 - Frankfurt del Main 1932). Princesa de Prússia i d'Alemanya, Reina de Grècia (1913-1917 i 1920-1922). Filla del kàiser Frederic III de Prússia i de la princesa reial Victòria del Regne Unit, era neta de la reina Victòria I del Regne Unit i del kàiser Guillem I de Prússia. Nasqué el 14 de juny de 1870 al palau de Potsdam.
Educada directament per la seva mare es mostrà de tendències anglòfiles i juntament amb les seves germanes Victòria de Prússia -futura princesa Schaumburg-Lippe- i Margarida de Prússia -futura landgravina de Hessen-Kassel- formaven un grup antagònic al dels seus germans Guillem II de Prússia -futur kàiser-, Carlota de Prússia -futura duquessa de Saxònia-Meiningen- i d'Enric de Prússia de tendències conservadores.
El seu casament amb l'hereu del tron grec, el futur Constantí I de Grècia ocasionà seriosos problemes familiars, ja que ella de religió luterana i ell de religió ortodoxa fou mal vist per la cort berlinesa. Finalment es casaren a Atenes el 1890 amb la presència de gran nombre de testes coronades europees. Immediatament se'ls associà amb la voluntat de recuperar les antigues glòries gregues.
Sofia tingué sis fills: 
- SM el rei Jordi II de Grècia nat a Atenes el 1890 a Atenes i mort el 1947. Es casà amb la princesa Elisabet de Romania.
- SM el rei Alexandre I de Grècia nat el 1893 i mort el 1920 a Atenes. Es casà amb Aspassia Manos.
- SAR la princesa Helena de Grècia nascuda a Atenes el 1896 i morta a Florència el 1982. Es casà amb el rei Carles II de Romania.
- SM el rei Pau I de Grècia nat a Atenes el 1901 i mort el 1964. Es casà amb la princesa Frederica de Hannover.
- SAR la princesa Irene de Grècia nascuda el 1904 a Atenes i morta el 1974 a Florència. Es casà amb el duc Aimó de Savoia-Aosta.
- SAR la princesa Caterina de Grècia nascuda el 1913 a Atenes. Es casà amb Ricard Brandam.

Visqué l'exili dels períodes 1917 - 1920 i 1922 - 1932 època en què patí importants penúries econòmiques. Se li atribuí una mala influència, progermànica, sobre la política del seu marit durant la Primera Guerra Mundial. Morí a Frankfurt del Main a causa d'un càncer generalitzat l'any 1932.